# Terem Moffi
Teremas Igobor Moffi (ur. 25 maja 1999 w Calabar) – nigeryjski piłkarz, grający na pozycji napastnika we francuskim klubie OGC Nice oraz w reprezentacji Nigerii. Srebrny medalista Pucharu Narodów Afryki 2023.

## Kariera klubowa

### Žalgiris Kowno
Swoją karierę piłkarską Moffi rozpoczął w litewskim klubie Žalgiris Kowno. 11 października 2017 zadebiutował w jego barwach w pierwszej lidze litewskiej w przegranym 0:5 wyjazdowym meczu z Sūduvą Mariampol. Zawodnikiem Žalgirisu był przez rok.

### FK Riteriai
W 2019 roku Moffi został piłkarzem FK Riteriai. Swój debiut w nim zanotował 3 marca 2019 w przegranym 1:2 wyjazdowym meczu z Sūduvą Mariampol. W debiucie strzelił gola. W sezonie 2019 z 20 golami został wicekrólem strzelców litewwskiej pierwszej ligi.

### KV Kortrijk
W styczniu 2020 Moffi przeszedł do belgijskiego KV Kortrijk. Swój debiut w nim zaliczył 18 stycznia 2020 w przegranym 0:2 wyjazdowym meczu z Sint-Truidense VV. Zawodnikiem Kortrijk był do października 2020.

### FC Lorient
W październiku 2020 Moffi przeszedł za 8 milionów euro do FC Lorient. Zadebiutował w nim 17 października 2020 w zwycięskim 3:0 wyjazdowym spotkaniu ze Stade de Reims. W debiucie strzelił gola.

### OGC Nice
Na początku 2023 roku Moffi został wypożyczony z Lorient do OGC Nice. Swój debiut w klubie z Nicei zaliczył 5 lutego 2023 w wygranym 3:1 wyjazdowym meczu z Olympique Marsylia. W lipcu został przez Nice wykupiony za kwotę 22.5 miliona euro.

## Statystyki
| Sezon   | Klub           | Kraj    | Rozgrywki       | Mecze | Bramki |
| ------- | -------------- | ------- | --------------- | ----- | ------ |
| 2017    | Žalgiris Kowno | Litwa   | A lyga          | 8     | 1      |
| 2019    | FK Riteriai    | Litwa   | A lyga          | 29    | 20     |
| 2019/20 | KV Kortrijk    | Belgia  | Eerste klasse A | 7     | 4      |
| 2020/21 | KV Kortrijk    | Belgia  | Eerste klasse A | 2     | 1      |
| 2020/21 | FC Lorient     | Francja | Ligue 1         | 32    | 14     |
| 2021/22 | FC Lorient     | Francja | Ligue 1         | 37    | 8      |
| 2022/23 | FC Lorient     | Francja | Ligue 1         | 18    | 12     |
| 2022/23 | OGC Nice       | Francja | Ligue 1         | 16    | 6      |

## Kariera reprezentacyjna
W reprezentacji Nigerii Moffi zadebiutował 4 czerwca 2021 w przegranym 0:1 towarzyskim meczu z Kamerunem, rozegranym w Wiener Neustadt. W 2024 roku powołano go do kadry na Puchar Narodów Afryki 2023. Rorzegrał w nim dwa mecze: półfinałowy z Południową Afryką (1:1, k. 4:2) i finałowy z Wybrzeżem Kości Słoniowej (1:2). Z Nigerią wywalczył wicemistrzostwo Afryki.